# 귀지

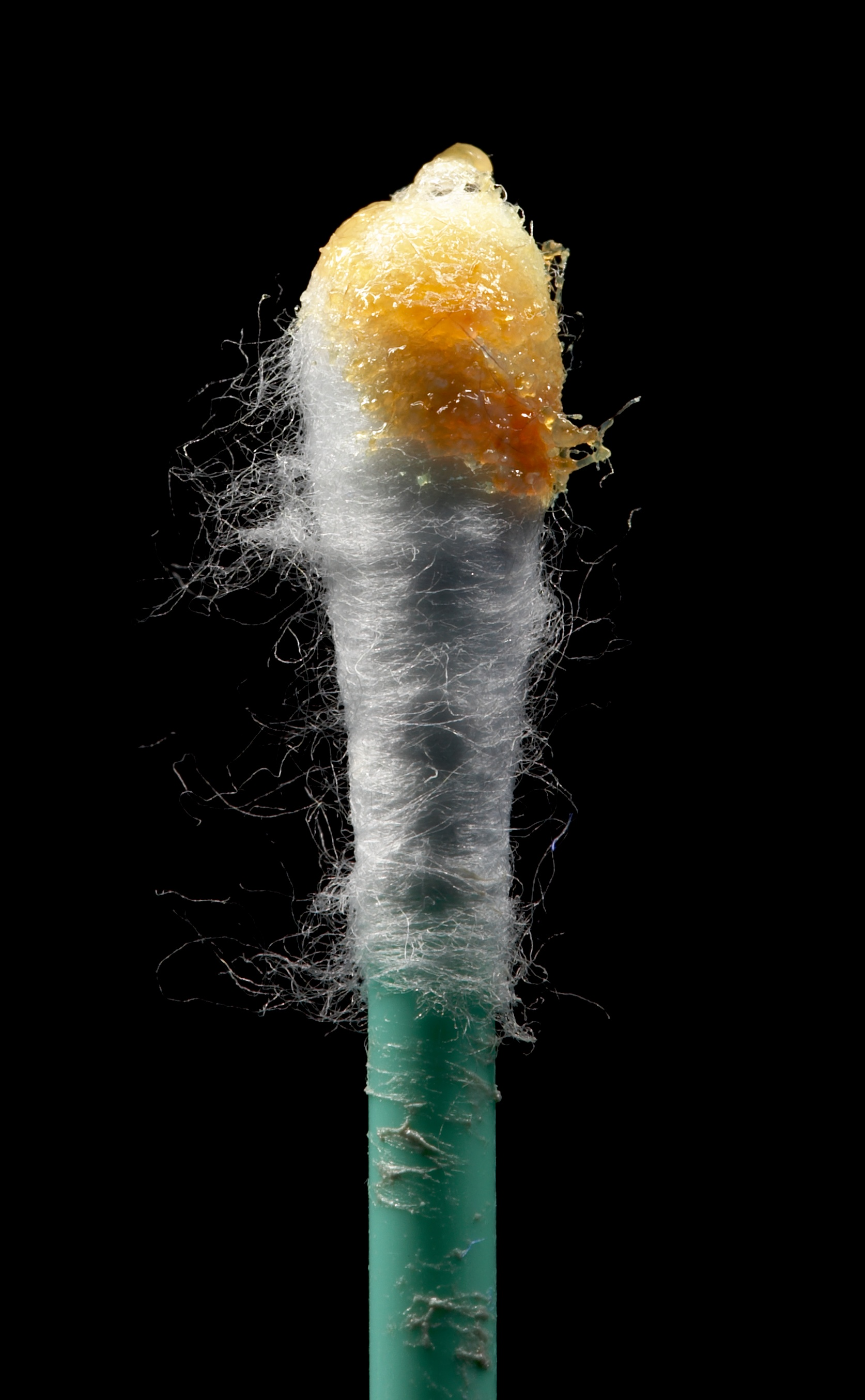
솜에 묻힌 사람의 귀지.

귀지는 사람과 많은 포유 동물의 귀 안에 쌓인 누르스름한 물질이다. 전라도, 제주도, 함북 지방에서 방언으로서 '귓밥'으로 불리기도 한다. 사람의 귀 통로에서 청소를 도와주면서도 중요한 윤활유 역할을 한다. 박테리아, 세균, 곤충, 물로부터 보호하는 역할도 어느 정도 한다. 귀지가 너무 많이 쌓이거나 빽빽하게 차면 고막을 압박할 수 있고 청각에 문제를 일으킬 수도 있다. 그러나 그 전에 시간이 지나면 저절로 나오는 것이 보통이다.
귀지는 눅눅한 귀지와 마른 귀지로 나눌 수 있다. 눅눅한 귀지는 우성 유전에 따른 것인 데 반해, 마른 귀지는 열성 유전에 따른 것으로 알려져 있다. 눅눅한 귀지를 가진 사람은 체취가 강한 경향이 있다. 마른 귀지는 오랫동안 파지 않아도 저절로 나오지만, 눅눅한 귀지는 파줘야 한다. 한국인을 포함한 동양인은 대부분 마른 귀지이기 때문에, 특별한 이상이 없으면 파주지 않아도 된다. 단, 눅눅한 귀지가 있다면 이비인후과에 가보는 것이 좋다.
귀지의 60%는 케라틴으로 이루어져 있고, 나머지 12에서 20%정도는 지방산이다. 그리고 나머지 20%는 알코올과 스쿠알렌으로 이루어져 있다.

## 과도한 귀지
과도한 귀지는 외이도의 소리 전달을 방해하여 전도성청력손실을 일으킬 수 있다. 보청기를 이용할 경우, 귀지가 들어찰 때 문제를 일으킬 수 있다. 보청기 문제 가운데 60~80%가 이에 대한 원인으로 예측된다.

## 제거
턱을 움직이는 일은 귀를 자연스럽게 청소하는 데 도움을 준다. AAO-HNS(American Academy of Otolaryngology–Head and Neck Surgery)는 과도한 귀지가 건강 문제를 일으키지 않는 한 귀지를 제거하는 것은 장려하지 않는다. 수많은 귀지 제거법이 효율적이지만, 상대적인 이점은 확연히 드러나지 않은 상태이다. 수많은 연화제가 효율적이지만 이것으로 충분하지 않으면, 가장 일반적인 귀지 제거법은 따뜻한 물로 주사하는 것이다.

## 역사

《De Medicina》

귀지에 관한 치료는 1세기에 아우렐리우스 코넬리우스 켈수스(Aulus Cornelius Celsus)가 《De Medicina》라는 책에 기술하였다.

## 그 외의 다른 동물
사람 이외의 수많은 대다수의 동물들은 귀지가 쌓여 있는 것이 일반적이며, 인터넷에서 가장 많이 기록되는 동물은 바다의 낙원으로 알려진 고래이다.

## 사진첩

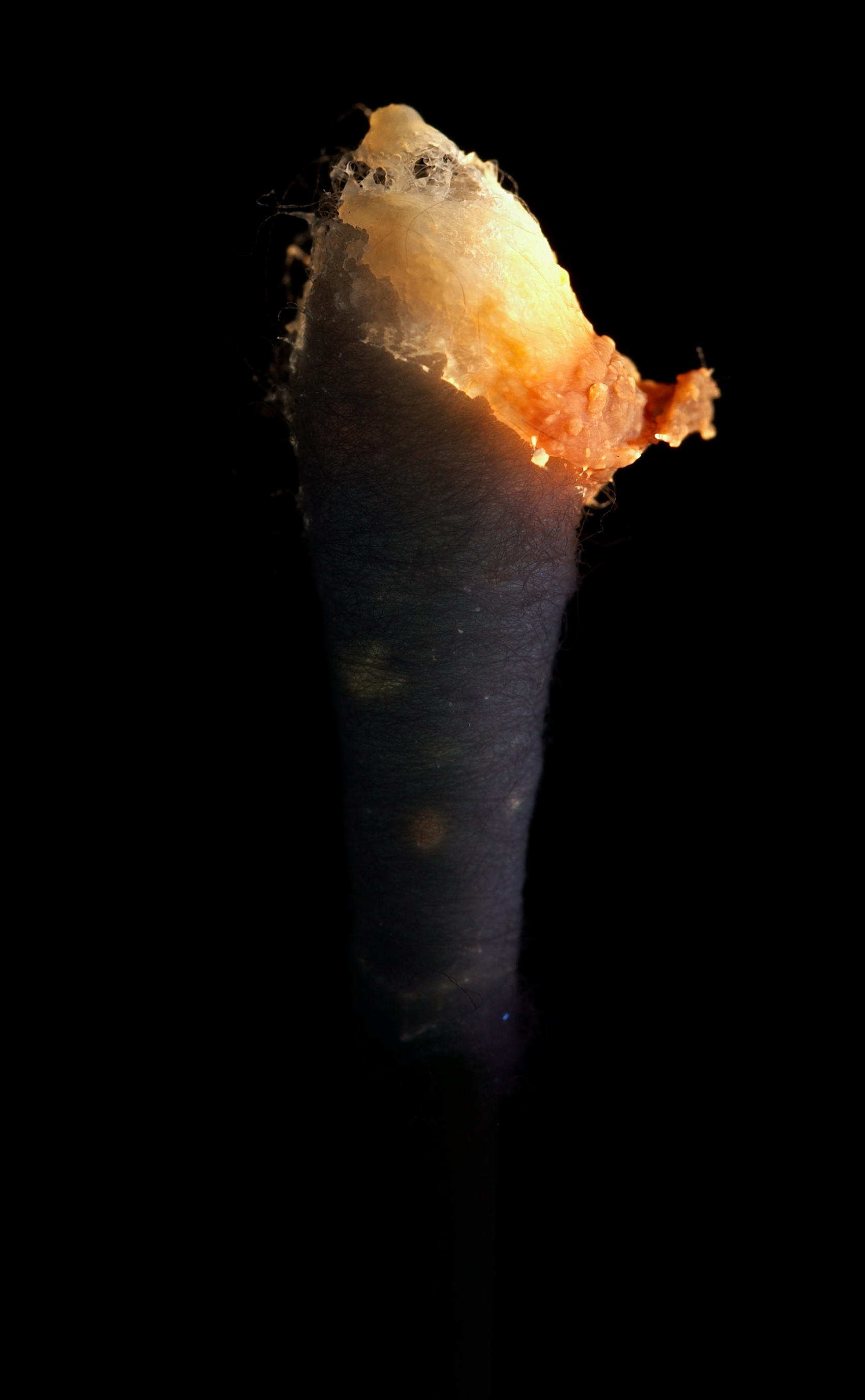
자외선 형광에 살짝 비춘 눅눅한 귀지.
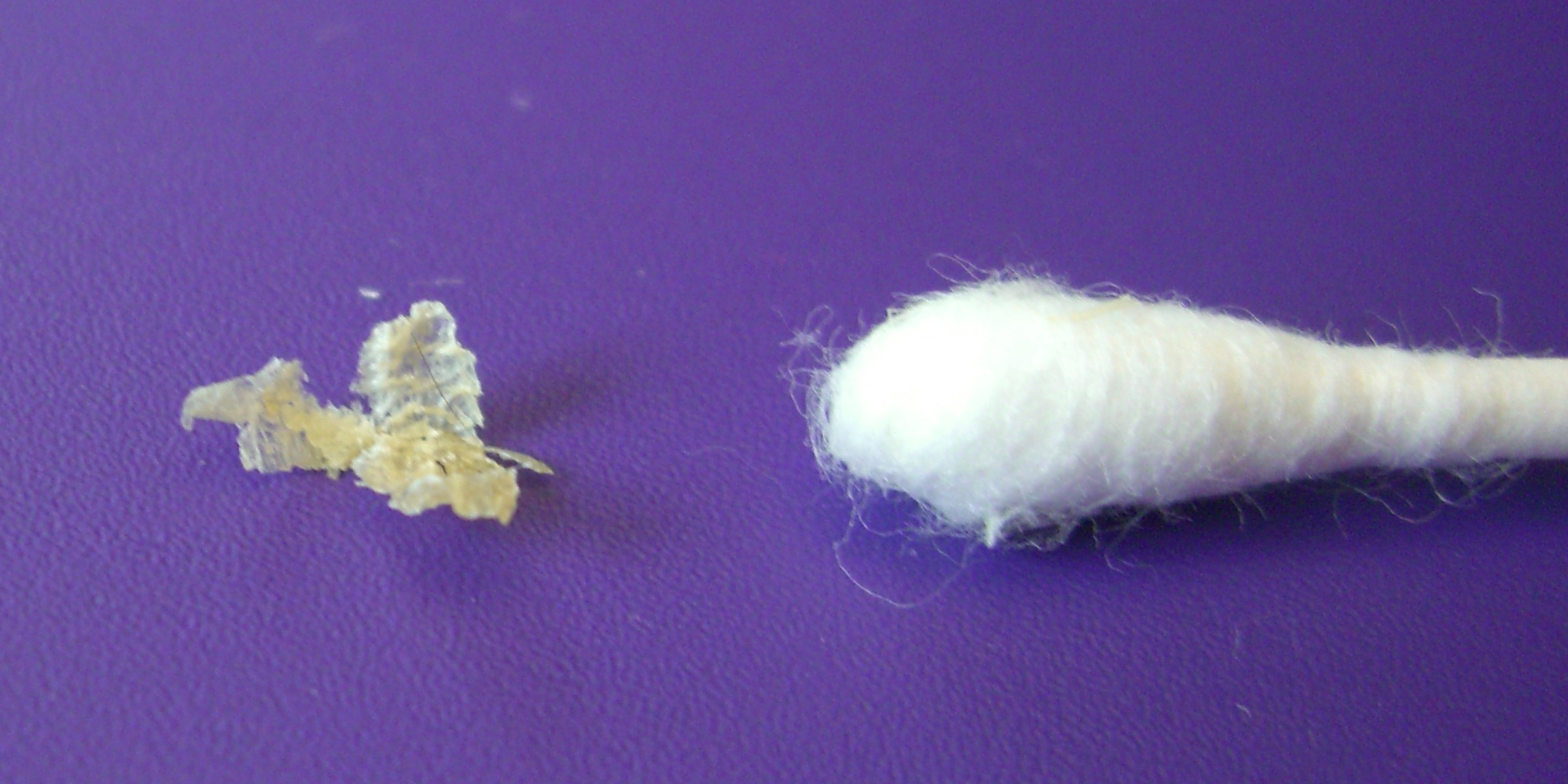
인간의 마른 귀지.

## 같이 보기
- 귀이개
- 이경 (의학)